# عبد العزيز بن صهيب
عبد العزيز بن صهيب البناني، يقال له عبد العزيز بن العبد، مولى أنس بن مالك، وقيل هو مولى بنانة، تابعي بصري، وأحد رواة الحديث النبوي. روى له الجماعة. مات سنة 130 هـ.

## روايته للحديث النبوي
- روى عن: أنس بن مالك، وشهر بن حوشب، وعبد الواحد البناني، وكنانة بن نعيم العدوي، ومحمد بن زياد الجمحي، وأبي صفية صاحب أبي رزين، وأبي غالب صاحب أمامة، وأبي نضرة العبدي.
- روى عنه: إبراهيم بن طهمان، وإسماعيل بن علية، والحارث بن عُبَيد أبو قدامة الإيادي، والحسن بن أَبي جعفر، والحكم بن عتيبة، وحماد بن زيد، وحماد بن سَعِيد البراء، وحماد بن سلمة، وحماد بن واقد، وحماد بن يحيى الأبح، وزكريا بْن يَحْيَى بْن عمارة الأَنْصارِيّ، وسَعِيد بن بشير، وسَعِيد بن زيد أخو حماد بن زيد، وسعيد بن عبد العزيز التنوخي، وشعبة بن الحجاج، وعبد الله بن المختار، وعبد الوارث بْن سَعِيد، وعلي بن المبارك الهنائي، وعُمَر بن سهل المازني، وعمر بن مجاشع، وأبو شحيم المبارك بن سحيم، والمبارك بن فضالة، وأبو جزء نصر بن طريق، وهشام بن حسان، وهشيم بن بشير، وأبو عوانة الوضاح بن عبد الله اليشكري، ووهيب بْن خَالِد.[2]
- الجرح والتعديل: وثّقه أحمد بن حنبل ويحيى بن معين ومحمد بن سعد البغدادي والذهبي وابن حجر العسقلاني، وقال يحيى القطان: «عبد العزيز بن صهيب في أنس أحب إلي من قتادة»، وقال أبو حاتم الرازي: «صالح»، ذكره ابن حبان في كتاب الثقات، روى له الجماعة.[2]